# Август фон Саксония-Вайсенфелс
Август (Аугуст) фон Саксония-Вайсенфелс (на немски: August von Sachsen-Weißenfels; * 13 август 1614, Дрезден; † 4 юни 1680, Хале) от рода на Албертинските Ветини, е първият херцог на Саксония-Вайсенфелс (1656/57 – 1680), граф на Барби (1659 – 1680), княз на Саксония-Кверфурт (1663 – 1680) и последният администратор на архиепископския манастир Магдебург (1638 – 1680).

## Живот
Той е вторият син на Йохан Георг I (1585 – 1656), курфюрст на Саксония, и втората си съпруга Магдалена Сибила от Прусия (1587 – 1659), дъщеря на херцог Албрехт Фридрих от Прусия и Мария Елеонора фон Юлих-Клеве-Бер
На 23 януари 1628 г., на 13-годишна възраст, Август е избран за архиепископ на Магдебург. В завещание баща му Йохан Георг I създава от Курфюрство Саксония за неговите трима по-малки сина техни херцогства – Саксония-Мерзебург, Саксония-Вайсенфелс и Саксония-Цайц. Херцог Август, като администратор на архиепископския манастир Магдебург, остава да живее в Хале на Заале. През 1643 г. той е приет чрез княз Лудвиг I фон Анхалт-Кьотен в литературното общество Fruchtbringende Gesellschaft.
На 25 юли 1660 г. Август започва да строи дворец Ной-Августусбург във Вайсенфелс. През 1663 г. Август, създава княжеството Саксония-Вайсенфелс-Кверфурт. Той получава през 1657 г. господството Барби, което получава през 1659 г. по-малкият му син Хайнрих и се нарича Саксония-Вайсенфелс-Барби (1659 – 1679).
Аугуст умира на 4 юни 1680 в Хале на Заале на 65 години.
- Август фон Саксония-Вайсенфелс като княжески архиепископ на Магдебург (ок. 1675)
- Август фон Саксония-Вайсенфелс
- Август фон Саксония-Вайсенфелс, на венеца неговият девиз „Santa Trinitas mea Haere ditas“
- Август фон Саксония-Вайсенфелс
- Август фон Саксония-Вайсенфелс

## Фамилия
Първи брак: 23 ноември 1647 г. в Шверин с Анна Мария фон Мекленбург-Шверин (* 1 юли 1627, † 11 декември 1669), дъщеря на херцог Адолф Фридрих I фон Мекленбург и първата му съпруга Анна Мария от Източна Фризия. С нея той има децата:
- Магдалена Сибила (1648 – 1681), ∞ Фридрих I, херцог на Саксония-Гота-Алтенбург
- Йохан Адолф I (1649 – 1697), херцог на Саксония-Вайсенфелс-Кверфурт
- Август (1650 – 1674), принц на Саксония-Вайсенфелс и домпропст на Магдебург
- Кристиан (1652 – 1689), принц на Саксония-Вайсенфелс и генерал-фелдмаршал
- Анна Мария (* 28 февруари 1653, † 17 февруари 1671)
- София (1654 – 1724), ∞ Карл Вилхелм, княз на Анхалт-Цербст
- Катарина (* 12 септември 1655, † 21 април 1663)
- Кристина (* 25 август 1656, † 27 април 1698), ∞ Август Фридрих, принц фон Холщайн-Готорф и княжески епископ на Любек
- Хайнрих (1657 – 1728), херцог на Саксония-Вайсенфелс-Барби
- Албрехт (1659 – 1692), принц на Саксония-Вайсенфелс
- Елизабет (* 25 август 1660, † 11 май 1663)
- Доротея (* 17 декември 1662, † 12 май 1663)

Втори брак: 29 януари 1672 г. в Хале с Йохана Валпургис фон Лайнинген-Вестербург (* 3 юни 1647 † 4 ноември 1687), дъщеря на граф Георг Вилхелм фон Лайнинген-Вестербург и София Елизабет фон Липе-Детмолд. С втората си съпруга той има децата:
- Фридрих (1673 – 1715), херцог на Саксония-Вайсенфелс-Даме
- Мориц (* 5 януари 1676, † 12 септември 1695), принц на Саксония-Вайсенфелс
- мъртвороден син (*/† 1679)